# Corridor (groupe)
Pour les articles homonymes, voir Corridor.
Corridor est un groupe canadien de rock originaire de Montréal dans la province de Québec au Canada. Le groupe a publié quatre albums, dont le dernier Mimi en 2024. 

## Biographie
Le groupe est formé au début des années 2010 à Montréal autour du chanteur et guitariste Jonathan Robert et du bassiste Dominic Berthiaume. Rejoints par le guitariste Julian Perreault et le batteur Marc-André Chapdelaine le groupe publie en 2013 un premier EP baptisé Un magicien en toi. Le premier album du groupe, Le Voyage Éternel sort en 2015. En 2017 le groupe publie son deuxième album Supermercado,,, sur lequel Julien Bakvis est le nouveau batteur. La même année un single en collaboration avec Halo Maud sort. L'album Junior est publié en 2019 sur le label Sub Pop, le groupe devenant ainsi la première signature francophone de la structure de Seattle,. Il gagne le GAMIQ de l'album indie rock de l'année en 2020 pour Junior.

Le guitariste Jonathan Robert sort son second album solo sous le nom de Jonathan Personne en 2020. Il lancera son quatrième album solo prévu pour printemps 2025. Déjà deux extraits ont été lancés à l’automne 2024 : Nuage noir et Nouveau monde. En 2021 le single Et Hop, un morceau datant des sessions d'enregistrement de l'album Supermercado, voit le jour. Le quatrième album du groupe, Mimi sort le 26 avril 2024,,.